# Округ Чокто (Алабама)
Округ Чокто (енгл. Choctaw County) је округ у америчкој савезној држави Алабама. По попису из 2010. године број становника је 13.859. Седиште округа је град Батлер.

## Демографија
Према попису становништва из 2010. у округу је живело 13.859 становника, што је 2.063 (13,0%) становника мање него 2000. године.
| Група             | 2000.         | 2010.         |
| Белци             | 8.724 (54,8%) | 7.700 (55,6%) |
| Афроамериканци    | 7.027 (44,1%) | 6.012 (43,4%) |
| Азијати           | 7 (0,0%)      | 12 (0,1%)     |
| Хиспаноамериканци | 107 (0,7%)    | 73 (0,5%)     |
| Укупно            | 15.922        | 13.859        |